# Suțu
I Suțu (anche Soutzo, Soutzos e Sutzu) sono una famiglia principesca greco-fanariota.
Sono originari dell'Epiro. Tre esponenti della famiglia furono sia principi di Valacchia che principi di Moldavia, Michele I Suțu, Alexandru Suțu e Michele II Suțu.
Il ramo greco si distinse per le loro lotte contro i turchi e per alcuni eminenti letterati tra i loro esponenti.